# Nelly Corradi
Nelly Corradi (Parma, 16 dicembre 1914 – Milano, 16 aprile 1968) è stata un'attrice e soprano italiana.

## Biografia
Nata a Parma, si diploma soprano lirico, presso il Conservatorio della sua città iniziando a lavorare nel campo dell'Opera lirica, ma nel 1934 il regista Max Ophüls la fa scritturare per il film La signora di tutti, insieme a Isa Miranda. Sarà il primo di una lunga lista di pellicole che la impegneranno sino alla metà degli anni '50.
Nel Teatro dell'Opera di Roma nel 1945 è Micaela nella replica di Carmen con Galliano Masini e Sofia nella ripresa di Werther diretta da Oliviero De Fabritiis con Tito Schipa, Saturno Meletti e Titta Ruffo.
Nel dopoguerra interpreta anche alcuni film-opera diretta da Carmine Gallone, specialista in questo genere di pellicole, e da Mario Costa e Piero Ballerini.
Lavorerà in alcune operette, anche televisive per abbandonare l'attività all'inizio degli anni '60.
Era sposata con il regista Marco Elter.

## Filmografia

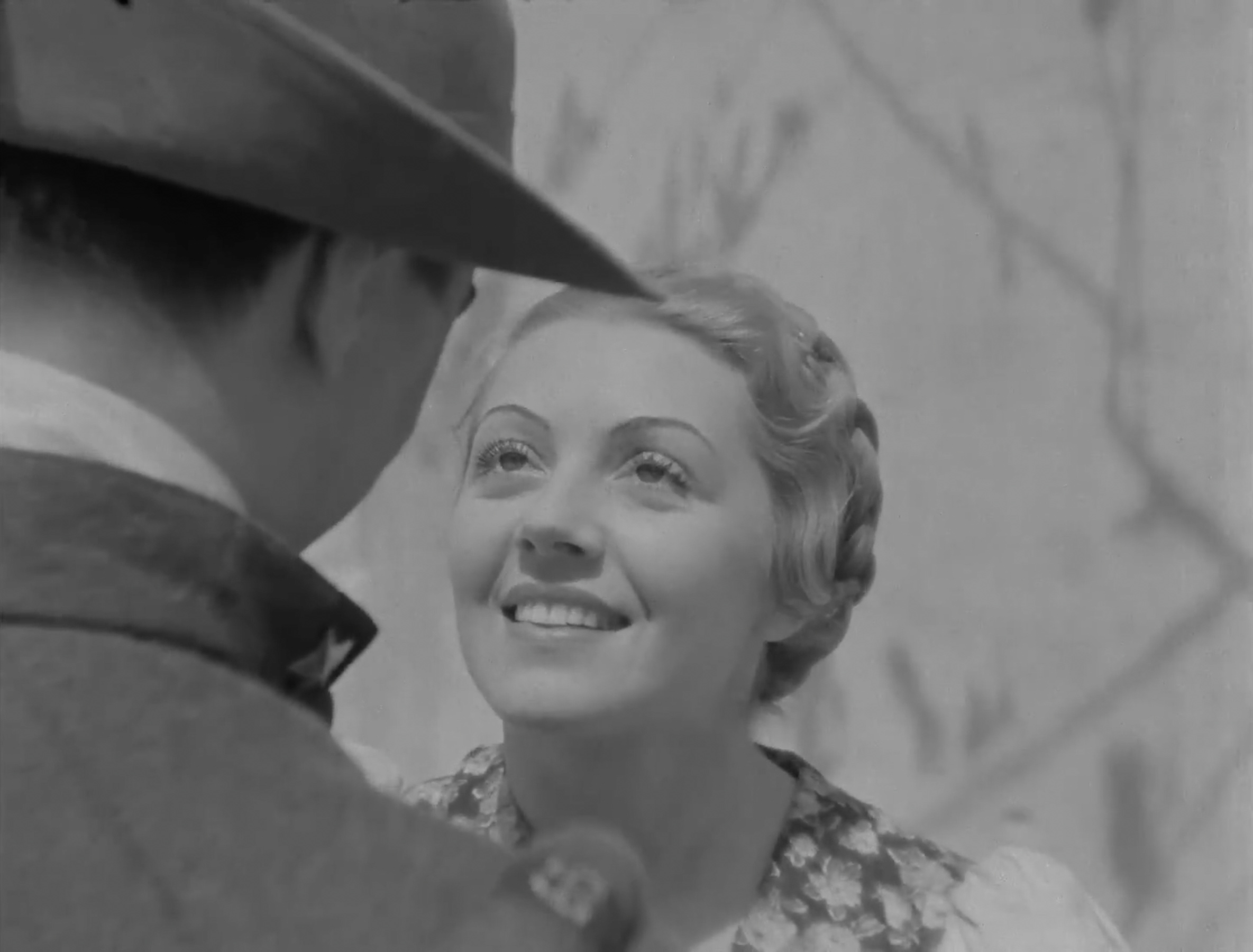
Nelly Corradi nel film Le scarpe al sole (1935)

- La signora di tutti, regia di Max Ophüls (1934)
- Luci sommerse, regia di Adelqui Migliar (1934)
- Le scarpe al sole, regia di Marco Elter (1935)
- Il torrente, regia di Marco Elter (1938)
- Terra di nessuno, regia di Mario Baffico (1939)
- Il ladro sono io!, regia di Flavio Calzavara (1940)
- La zia smemorata, regia di Ladislao Vajda (1940)
- Barbablù, regia di Carlo Ludovico Bragaglia (1941)
- Fari nella nebbia, regia di Gianni Franciolini (1942)
- Dente per dente, regia di Marco Elter (1943)
- La danza del fuoco, regia di Giorgio Simonelli (1943)
- Lucia di Lammermoor, regia di Piero Ballerini (1946)
- L'elisir d'amore, regia di Mario Costa (1946)
- Il barbiere di Siviglia, regia di Mario Costa (1947)
- La signora delle camelie, regia di Carmine Gallone (1947)
- La leggenda di Faust, regia di Carmine Gallone (1948)
- La forza del destino, regia di Carmine Gallone (1950)
- Il conte di Sant'Elmo, regia di Guido Brignone (1950)
- Puccini, regia di Carmine Gallone (1953)
- Casa Ricordi, regia di Carmine Gallone  (1954)
- Gli orizzonti del sole, regia di Giovanni Paolucci (1956)

## Doppiatrici
- Lydia Simoneschi in Le scarpe al sole, L'elisir d'amore
- Tina Lattanzi in Il conte di Sant'Elmo
- Dhia Cristiani in Gli orizzonti del sole